# جورج جونسون
جورج جونسون (بالسويدية: Georg Johnsson)‏ مواليد 2 مارس 1902 في السويد - الوفاة 31 مايو 1960 في السويد، كان دراج سويدي. سبق أن شارك في دورة الألعاب الأولمبية الصيفية وفاز بميدالية أولمبية.

## الميداليات
| الميدالية | المسابقة                       |
| --------- | ------------------------------ |
| برونزية   | الألعاب الأولمبية الصيفية 1928 |

## روابط خارجية
- جورج جونسون على موقع أرشيف الدراجات (الإنجليزية)
- جورج جونسون على موقع إحصائيات الدراجات الإحترافية (الإنجليزية)
- جورج جونسون على موقع أوليمبيديا (الإنجليزية)
- جورج جونسون على موقع اللجنة الأولمبية السويدية (السويدية)